# Sophia Loren
Sofia Constanza Brigida Villani Scicolone (Roma, 20 de septiembre de 1934), conocida con el nombre artístico de Sophia Loren, llamada también en los países de habla hispana Sofía Loren, es una actriz italiana ganadora de diversos premios internacionales, entre ellos dos premios Óscar —uno de ellos honorífico— y un premio BAFTA; asimismo, ha sido candidata varias veces a los Globos de Oro y ha ganado siete premios David de Donatello a la mejor actriz protagonista. Fue nombrada por el American Film Institute como una de las mayores estrellas femeninas del Cine clásico de Hollywood. Loren es una de las últimas estrellas principales sobrevivientes de la Época de Oro de Hollywood y a partir de 2022, es la única persona viva que queda en la lista del AFI.
Su carrera comenzó en 1950, cuando llamó la atención del productor Carlo Ponti, quien más tarde se convirtió en su marido. Desde entonces, Sophia Loren ha actuado en decenas de películas, algunas de ellas aclamadas por la crítica cinematográfica, entre las que destacan las producciones El pistolero de Cheyenne, Dos mujeres —por la cual ganó 22 premios, entre ellos su primer Óscar— y El Cid.
Es una de las actrices más destacadas de la segunda mitad del siglo XX y considerada como una de las grandes estrellas del cine. En 1999, el American Film Institute la declaró como una de las intérpretes más importantes de todos los tiempos y una de las últimas leyendas sobrevivientes del cine clásico de Hollywood y la única actriz viva de la selecta lista del American Film Institute.
Como otras grandes estrellas del cine, Sophia Loren basó sus inicios cinematográficos en su belleza, pero tuvo la lucidez para ver que su físico muy impactante podía convertirse en un lastre para su crecimiento como actriz. Ella supo detectar esta amenaza y la superó con destreza, ayudada por su esposo y productor Carlo Ponti. Así, a lo largo de su carrera, fue evolucionando con valía desde la vulgaridad y el descaro más barriobajero que caracterizaron sus inicios a una sofisticación nada artificial.

## Biografía

### Infancia y juventud

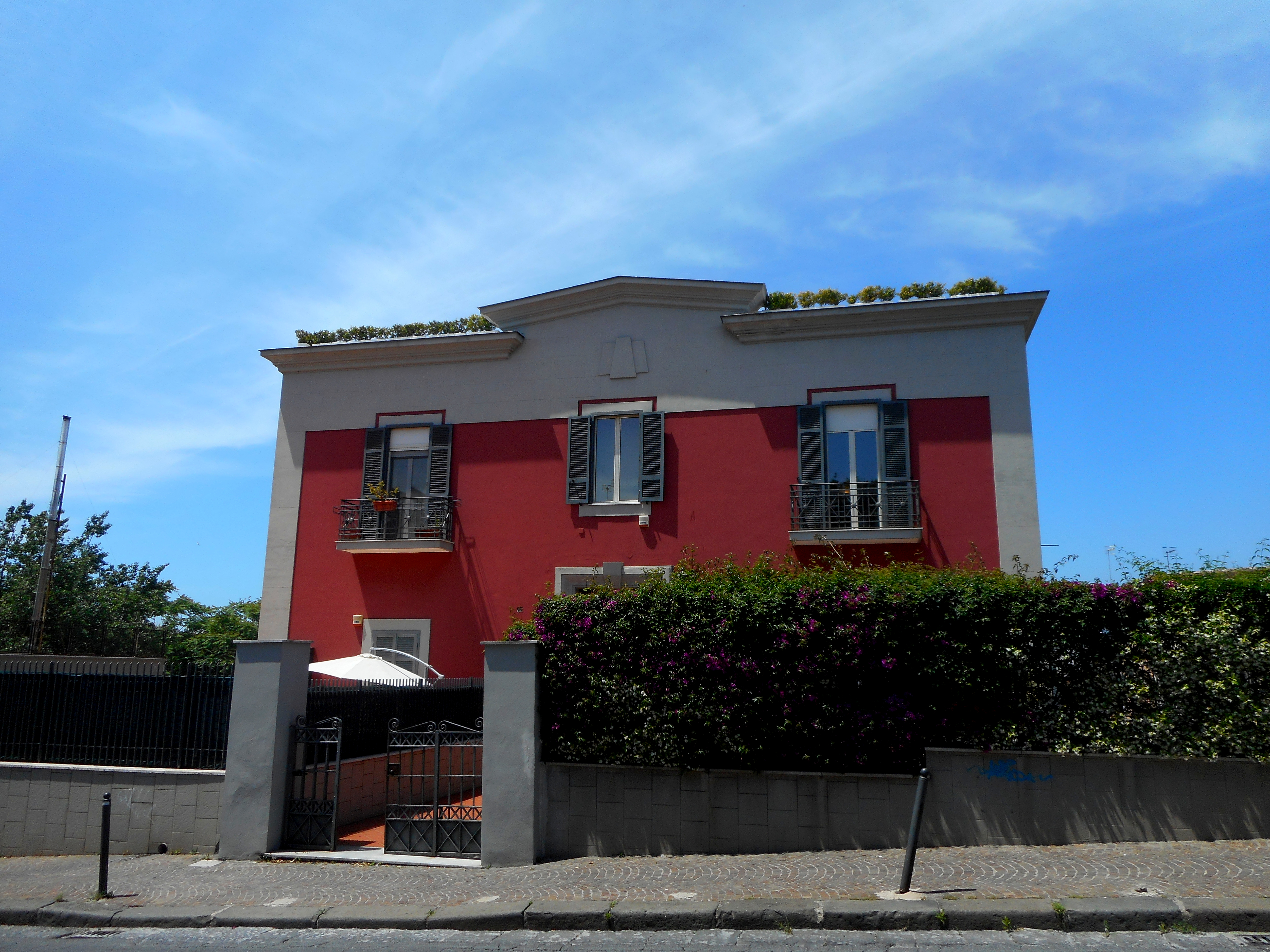
Casa de la infancia de Loren en Pozzuoli.

Hija de la maestra de piano y actriz Romilda Villani (1910–1991) y del arquitecto Riccardo Scicolone Murillo (1907–1976), Sophia Loren nació el 20 de septiembre de 1934 en la Clínica Reina Margarita de Roma. Su madre había ganado un concurso en 1932 para ir a Hollywood como doble de Greta Garbo, pero se dio por vencida debido a la fuerte oposición de sus padres. Su padre no tuvo éxito como ingeniero y trabajó temporalmente en la red nacional Ferrovie dello Stato Italiane. Loren comenta en su autobiografía que su padre venía de una familia de la alta nobleza, por eso ella se autodenomina «Vizcondesa de Pozzuoli, Señora de Caserta, un título dado por la Casa de Hohenstaufen, Marquesa de Licata Scicolone Murillo».
El padre de Loren no quiso casarse con Villani por su diferencia social ni tampoco hacerse cargo de las niñas (ella y su hermana Maria). El padre reconoció a Sophia pero no así a Maria. Cuando Loren ya era una estrella, pagó a su padre para que reconociera a su hermana y pudieran tener el mismo apellido. Eso provocó que la madre dejara de dar clases de piano y sus aspiraciones como actriz. Loren se encontró con su padre en tres ocasiones en su vida. A los cinco años, cuando tenía 17 y a la muerte de este en 1976, afirmando que ella lo perdonó pero nunca había olvidado que había abandonado a su madre. Su padre Riccardo tuvo dos hijos más, producto de otra relación: Giuliano y Giuseppe.
Sophia, su madre y su hermana tuvieron que trasladarse a Pozzuoli, cerca de Nápoles, durante la Segunda Guerra Mundial para instalarse en casa de su abuela y poder subsistir ya que las condiciones de vida en Roma eran muy malas. En uno de los bombardeos aliados, Sofia fue alcanzada por una metralla hiriéndole la barbilla. Después de esto, la familia se trasladó a Nápoles, donde fueron acogidos por unos parientes lejanos. Al finalizar la guerra, Loren y su familia volvieron a Pozzuoli. Su abuela abrió una taberna. Romilda Villani tocaba el piano, Maria cantaba y Sofia servía y limpiaba los platos. El lugar fue popular entre los militares estadounidenses.

### 1949-1952ː Sofia Scicolone y Sofia Lazzaro. Sus inicios

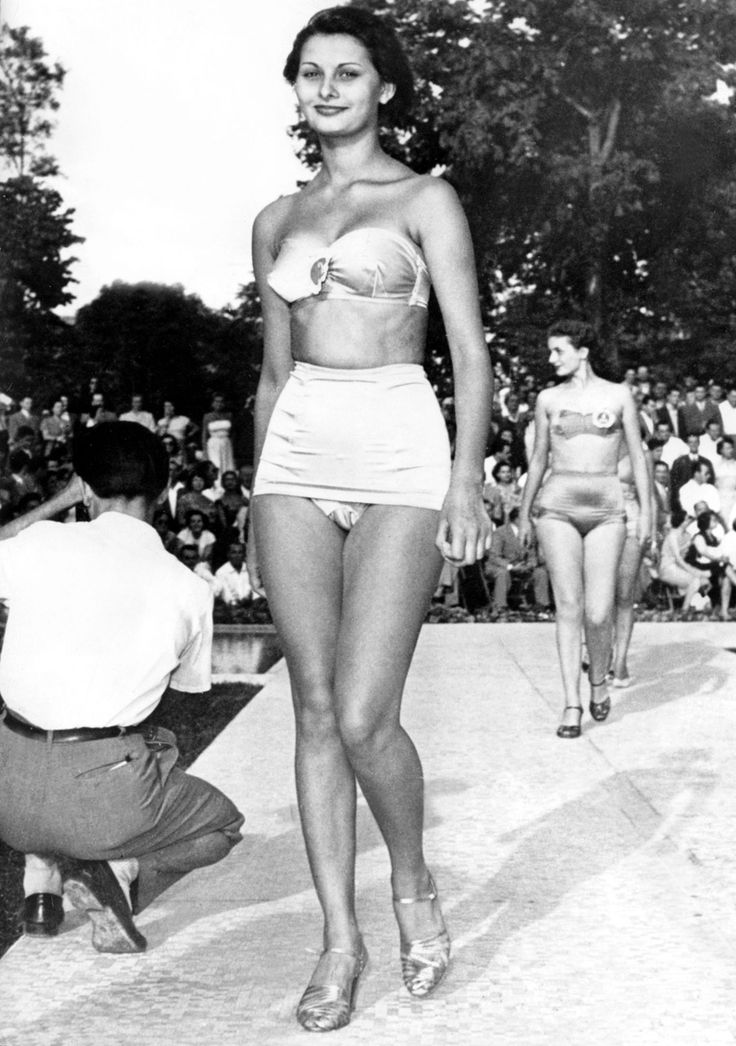
Loren, con 15 años, participando un concurso de belleza en Nápoles (1950).

Loren participó en varios concursos de belleza, en los que obtuvo los títulos de Princesa del Mar en 1949 y Sirena del Adriático en 1950. Con el dinero del premio regresó a Roma junto a su madre en busca del éxito pero fueron denunciadas por el padre que no aceptaba la carrera de su hija en el mundo del espectáculo, por una supuesta actividad de prostitución en la casa de la madre y la hija pero todo se resolvió con una declaración frente a la policía.
En Roma participó en varios concursos de belleza, incluyendo Miss Italia de 1950 donde quedó tercera y fue elegida Miss Elegancia. Liliana Cardinale ganó título de Miss Cine y Anna Maria Bugliari el de Miss Italia. Allí conoció al productor Carlo Ponti, quien se fijó en ella y al día siguiente la recibió en su estudio para una entrevista; impresionado por su potencial, le ofreció un contrato de siete años. Loren volvió al concurso de Miss Italia en 2001, como presidenta del jurado, y en 2010, como la encargada de coronar a la 71.ª Miss Italia.
Inició su carrera de actriz a comienzos de los años 1950 como actriz de fotonovelas semanales (fotoromanzi), acreditada como Sofia Villani o Sofia Lazzaro. Su formación actoral se inició en Nápoles y posteriormente obtuvo pequeños papeles en películas italianas gracias a apuntarse al Centro Sperimentale di Cinematografia, la escuelta de interpretación de Italia. En esos tiempos, actuó como figurante junto con su madre en la superproducción de Hollywood Quo Vadis, cuando tenía 16 años. Otros pequeños papeles de esa época fueron sus apariciones en las películas La Favorita (1952) y El gerente General (Era lui... sì! sì!), en la que interpretó a una odalisca; de este filme se rodó una versión más atrevida para el mercado francés donde Sophia y otras dos odaliscas aparecen en toples.
En 1953, Carlo Ponti cambió la imagen pública de Sophia para atraer a un público más amplio rebautizándola con el nombre artístico de Sophia Loren, siendo una semejanza de la actriz sueca Märta Torén después de una sugerencia de Goffredo Lombardo. Su primera papel protagonista fue en Aida (1953), por la que recibió un alud de buenas críticas.

### 1953-1957ː Consagración en el estrellato italiano
Al igual que Claudia Cardinale, Gina Lollobrigida y Lucía Bosé, fue incluida en el grupo de bellezas italianas que aunaban picardía y emociones en las películas más amables del neorrealismo italiano. En cierta manera, Sophia era el reverso de Anna Magnani, considerada menos bella y más emocional.

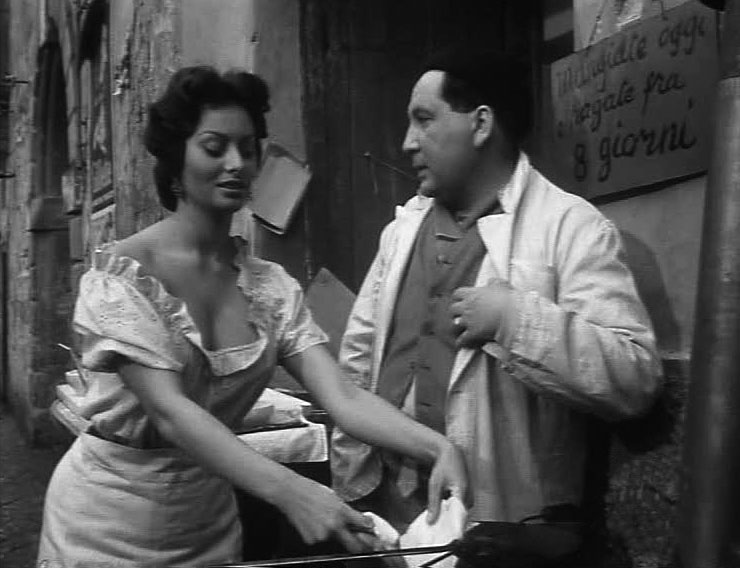
Sophia Loren en El oro de Nápoles con Giacomo Furia (1954)

Uno de los primeros papeles importantes de su nuevo nombre fue el de acompañar a Alberto Sordi, interpretando Cleopatra en Noches de Cleopatra (Due notti con Cleopatra) de Mario Mattoli en 1953. Ese mismo año protagoniza Ci troviamo in galleria, donde se pone a las órdenes de Mauro Bolognini. Ya en 1954, tendrá una actividad frenética con once estrenos en un año. Volverá a hacer unos papeles secundarios en películas como Carrusel napolitano (Carosello napoletano), Un giorno in pretura, en el segmento Don Michele, Anna e il biliardo con Walter Chiari,Embajadora del amor (Pellegrini d'amore) o Nuestros tiempos (Tempi nostri - Zibaldone n. 2), con Totò. Pero uno de sus primeros éxitos lo tendría en su trabajo en Sofia en El oro de Nápoles (L'oro di Napoli), en la primera ocasión que trabaja bajo las órdenes de Vittorio De Sica que se empeñó en darle este papel poco después de conocerla. A este trabajo le siguió La ladrona, su padre y el taxista (Peccato che sia una canaglia), de Alessandro Blasetti y donde trabaja por primera vez con Marcello Mastroianni y con el que coincidirá en diez películas más después de esta. En esta película, interpreta a una joven ladrona que intentará con su exuberante belleza embarcar al honesto taxista Paolo, que se defenderá por todos los medios tanto de la joven Lina como de su padre, el profesor Stroppiani. Ese 1954 se cerrará con Miseria y nobleza (Miseria e nobiltà ) de Mario Mattoli, con Totò.

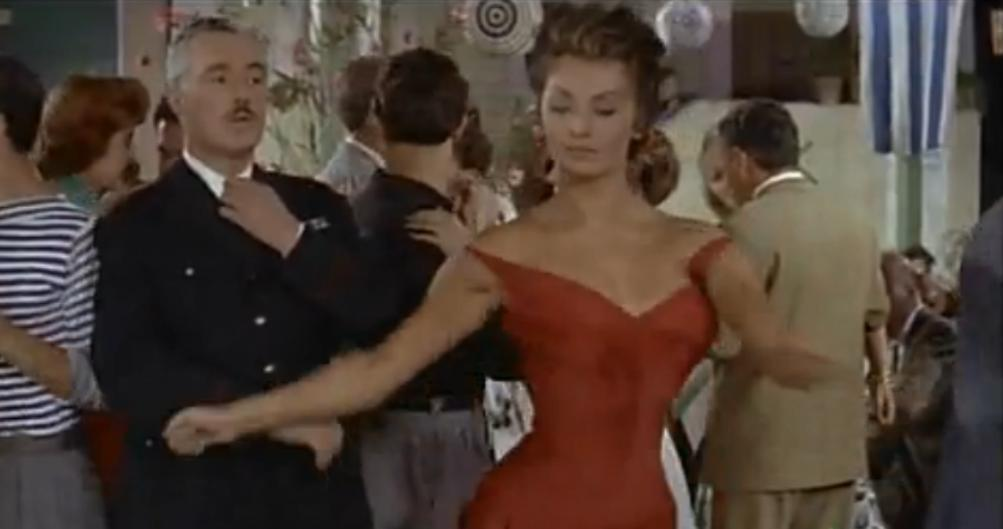
Sophia Loren y Vittorio de Sica en Pan, amor y... (1955)

En 1955 interpreta, con Mastroianni y De Sica, La bella campesina (La bella mugnaia), comedia de Mario Camerini ambientada en la ocupación española del sur de Italia. Ese mismo año, se estrena El signo de Venus (El segno di Venere), dirigida por Dino Risi, donde interpreta el papel de Agnese quien, debido a su belleza, pone a su prima Cesira en la sombra para una pequeña aparición, interpretada por Franca Valeri. A esto, le sigue Pan, amor y... (Pane, amore e...), con Vittorio De Sica, Tina Pica dirigida por Dino Risi, donde intenta por todos los medios quedarse a vivir en la casa propiedad del mariscal Carotenuto.
Su primer papel dramático fue el film dirigida por Mario Soldati, La chica del río (La donna del fiume). Con La suerte de ser mujer (La fortuna di essere donna) (1956) de Alessandro Blasetti, vuelve a la compañía de Mastroianni en una comedia. La revista Life le dedica una portada de 1955 y eso da el pistoletazo de salida a su carrera internacional.

### 1957-1960ː Estrella de fama internacional

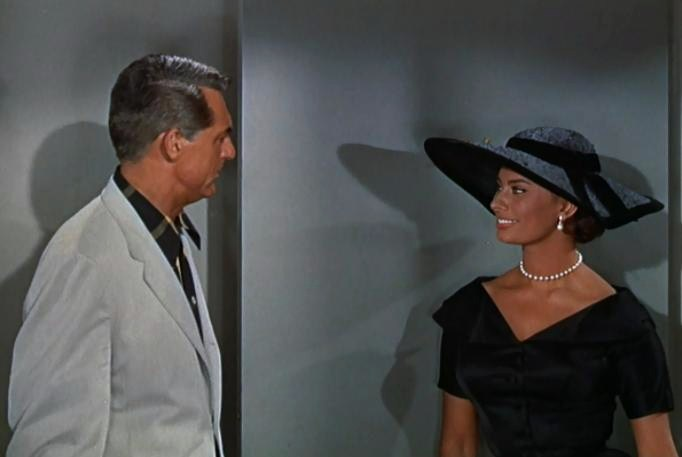
Loren y Cary Grant en un fotograma de la película Cintia (1958).

Ya en 1957, Loren hizo sus tres primeras apariciones en películas de habla inglesa. La primera de ellas fue La sirena y el delfín (Boy on a Dolphin) de Jean Negulesco junto a Alan Ladd y Clifton Webb. Después de este proyecto, realizó dos películas con primeras estrellas y directores de primer nivel. La primera de ellas fue la película histórica Orgullo y pasión de Stanley Kramer, rodada en España junto a Cary Grant y Frank Sinatra, y la segunda Arenas de muerte (Timbuctù) de Henry Hathaway, donde Sofía compartió cartel con John Wayne.
Con estas películas, Loren se convirtió en estrella internacional y firmó un contrato por cinco películas con la Paramount Pictures en 1958. Bajo ese contrato, filmó ese año con Anthony Perkins Deseo bajo los olmos (Desire Under the Elms), dirigida por Delbert Mann y basada en la obra de Eugene O'Neill; Cintia (Houseboat), una comedia romántica de Melville Shavelson nuevamente con Cary Grant, y Orquídea negra (The Black Orchid) de Martin Ritt. Y ya en 1959, Esa clase de mujer (That Kind of Woman) de Sidney Lumet y en 1960, El pistolero de Cheyenne (Heller in Pink Tights ), junto a Anthony Quinn y bajo la dirección de George Cukor en la primera vez que aparece con el pelo rubio. También en 1960, Loren protagoniza junto a Peter Sellers la comedia romántica de Anthony Asquith La millonaria (The Millionairess), película basada en la obra de homónima de George Bernard Shaw. Sellers no se interesó por el papel hasta que le aseguraron que Loren estaba en el reparto. Cuando se le preguntó sobre Loren, el actor explicó «normalmente no actúo con mujeres románticas y glamorosas ... Ella es muy diferente a Harry Secombe». Sellers y Loren hicieron una estrecha relación durante el rodaje, culminando cuando Sellers declaró que estaba enamorado de ella delante de su mujer. Existen dudas sobre si la relación fue algo más que platónica: varias personas, incluido el compañero de Sellers, Spike Milligan, lo consideran una aventura, mientras que otros, incluido Graham Stark, piensan que tan solo fue una estrecha amistad. La esposa de Sellers en ese momento, Anne, comentó más tarde: «No sé hasta el día de hoy si él tuvo una aventura con Loren. Nadie lo puede saber».

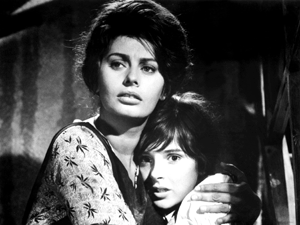
Loren en un fotograma de la película Dos mujeres

Sophia Loren se ganó el respeto de la crítica y el público por su participación en dramas y comedias, especialmente en proyectos italianos, en los que podía hablar su idioma natal y expresarse de manera más libre. En 1960, su actuación en Dos mujeres (La ciociara), película dirigida por Vittorio de Sica a partir de un relato de Alberto Moravia, dio un giro a su carrera. En ella encarna a una madre, violada junto con su hija durante la Campaña de Italia (1943-45). Ganó 22 premios de interpretación, entre ellos los más prestigiosos, entre ellos el del Óscar a la mejor actriz, convirtiéndose en la primera persona que lo ganaba con una actuación en un idioma que no era el inglés. En abril de ese año, Time le dedica la portada con una ilustración de René Bouché.

### 1960-1967ː A caballo entre Hollywood e Italia
A partir de la década de 1960, Loren es una de las actrices más importantes y cotizadas del mundo y continuó haciendo películas tanto en Estados Unidos como en Europa. Trabajó representando personajes históricos y en películas rodadas en coproducción, como El Cid de Anthony Mann de 1961 (en la que encarnó a Doña Jimena y por lo que cobró un millón de dólares por su interpretación) y La caída del imperio romano (The Fall of the Roman Empire).

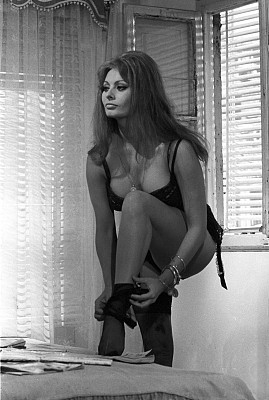
Loren en un icónico fotograma de la película Ayer, hoy y mañana

Pero también se embarcaría en proyectos italianos como su aparición en un episodio de La riffa de Boccaccio 70 dirigida por Vittorio De Sica o Ayer, hoy y mañana (Ieri, oggi, domani ), también bajo las órdenes de Vittorio de Sica en el que interpreta tres papeles que la han hecho famosa: Adelina, una joven napolitana vendedora de cigarrillos de contrabando que intenta quedar embarazada tantas veces como puede para escapar de la cárcel; Anna, una dama milanesa que, insatisfecha con su vida, busca consuelo en el amor extramatrimonial; Mara, una prostituta romana que en un principio intenta seducir a un seminarista, pero luego se da cuenta de que tendrá que ayudarlo en su camino espiritual. Por este trabajo recibirá el David di Donatello a la mejor actriz.
En 1965, recibiría su segunda nominación a los Óscar por su interpretación en la cinta de 1964 Matrimonio a la italiana (Matrimonio all'italiana) de Vittorio de Sica junto a Marcello Mastroianni. Vittorio De Sica le da otro personaje célebreː el de la prostituta Filumena, una mujer que intenta rehacer su vida creyendo en el amor de Domenico Soriano (interpretado por Mastroianni), y que después intenta por todos los medios la manera de asegurar un futuro a sus tres hijos, a quienes ha ocultado toda su vida, casándose.
Entre 1965 y 1967, Loren se centró en el mundo angloparlante con unos cuantos proyectos a nivel internacional. En 1965, acompañó a George Peppard al encabezar el reparto de Operación Crossbow (Operation Crossbow) e hizo lo propio con Paul Newman en Lady L, de Peter Ustinov. En 1966, protagonizó La venus de la ira (Judith), de Daniel Mann y Arabesco (Arabesque), de Stanley Donen junto a Gregory Peck. En todo caso, su papel más entrañable en esa época fue el de protagonizar junto a Marlon Brando la última película dirigida por Charles Chaplin: La condesa de Hong Kong, de 1967.

### 1968-1977ː Retirada maternal y retorno al cine

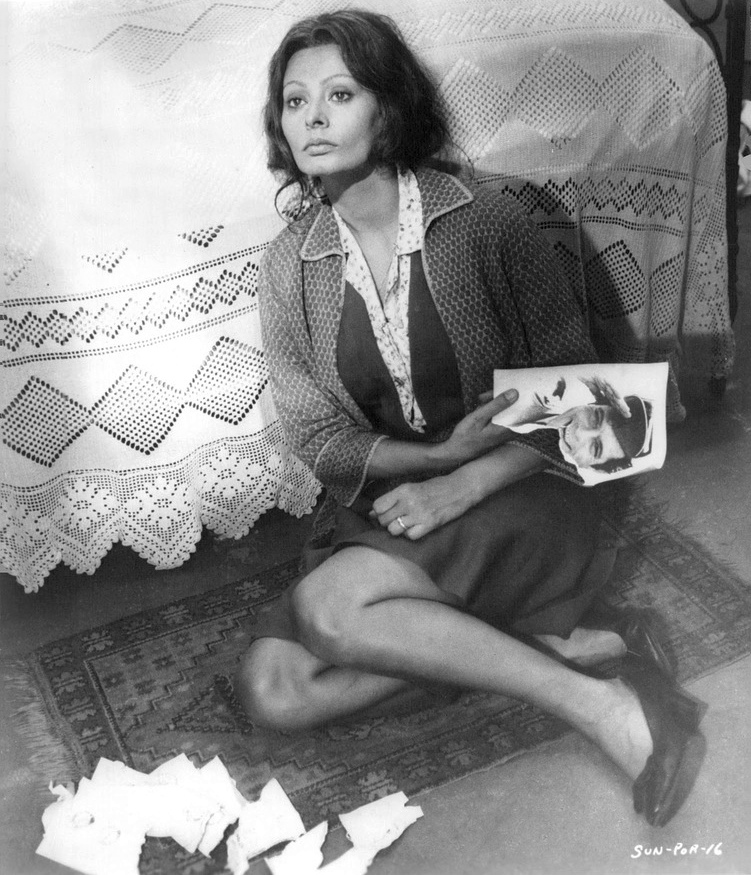
Loren en una escena de Los girasoles de 1970.

A finales de 1967, Loren opta por interrumpir su carrera profesional para centrarse en su embarazo. Después de dos abortos no deseados, la actriz optó por el reposo total en el embarazo de su primer hijo Carlo Jr., nacido en 1968. No sería hasta el año siguiente cuando volvería a aparecer en una película, nuevamente de mano de Mastroianni y De Sica en Los girasoles (I girasoli). La historia de amor entre Giovanna y Antonio, que los ve felices y enamorados en la primera parte hasta que la guerra los dividirá para siempre; otro papel intenso y dramático en el que, esta vez, dedica su energía a buscar a su marido hasta Rusia, donde se da por desaparecido. Por este film, la actriz recibe otro Premio David di Donatello a la mejor actriz principal.
Después de esto, Loren reapareció en otras películas, pero centrándose poco a poco en proyectos de su país. En 1972, se embarcó en la obra de Arthur Hiller El hombre de la Mancha (Man of La Mancha) (1972), que fue un fracaso en taquilla a pesa de contar con multitud de nominaciones y premios, incluidos dos Globos de Oro y la NBR la incluyó entre las diez mejores películas de 1972. Dos años después, trabajó junto a Richard Burton en el último trabajo de De Sica, El viaje (il viaggio) (1974) y la adaptación para televisión de Breve encuentro (Brief Encounteɾ) (1974) para la NBC. En 1976, protagonizó El puente de Cassandra, que fue un éxito a nivel internacional.
De todas formas, su película más excelsa interpretativamente en esta época fue Una jornada particular (Una giornata particolare) (1977), de Ettore Scola, nuevamente con Marcello Mastroianni. Esta película estuvo nominada a 11 premios internacional y nominaciones a dos Óscars (Mejor actor y mejor película en habla no inglesa). También consiguió el Globo de Oro y el César a la mejor película extranjera. Además, fue premiado con el Premio David di Donatello, el séptimo de su carrera. Después de este éxito, Loren protagonizó el thriller Objetivo: Patton (Brass Target) con una mezcla de críticas ambivalentes y un éxito moderado en la taquilla.

### Años 80ː Televisión, serie autobiográfica y cárcel

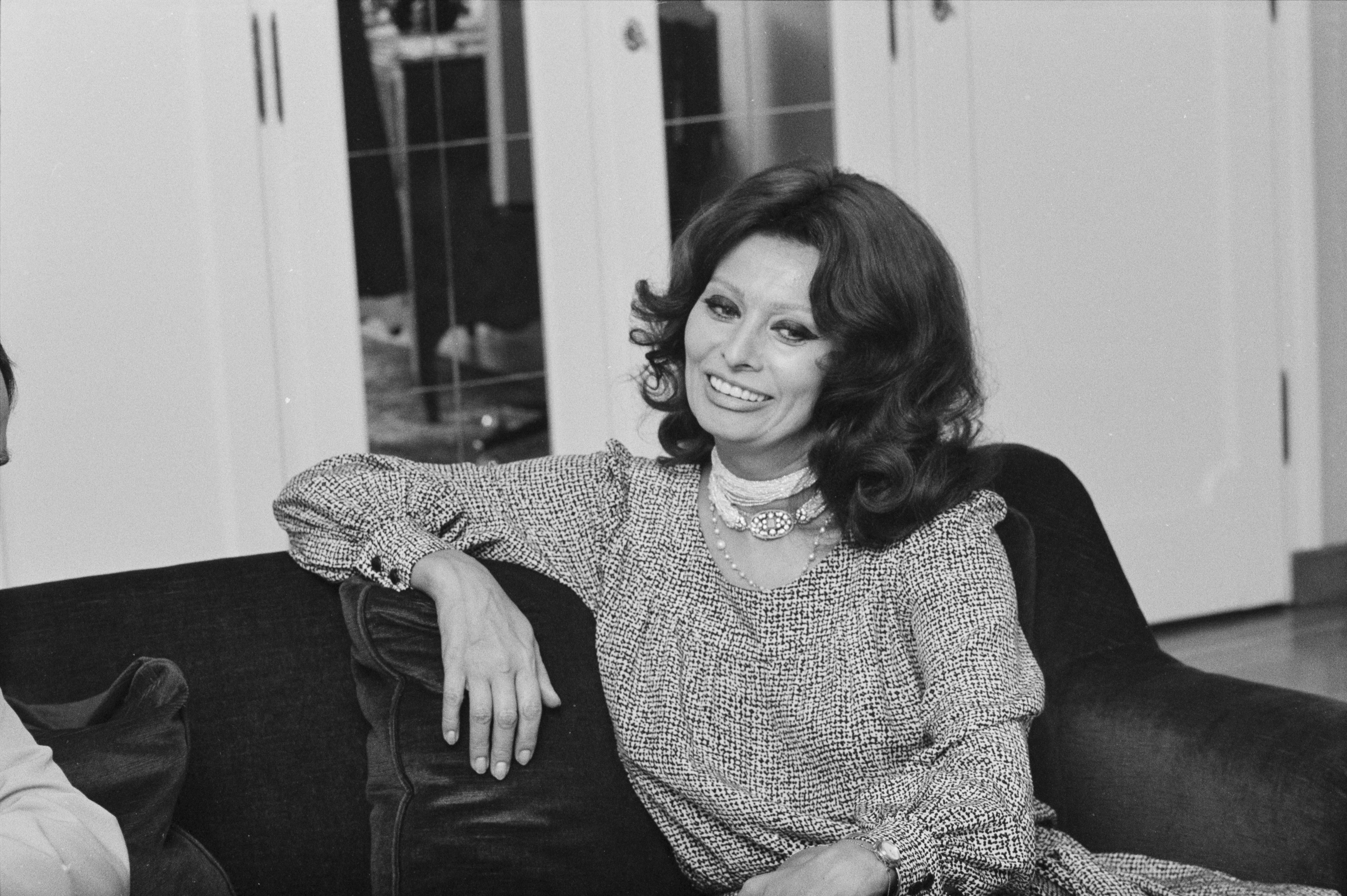
Loren en 1979

En 1980, después del éxito internacional de su libro biográfico Sophia Loren: Vivir y amar de A. E. Hotchner, Loren protagonizó ella misma a su madre en biopic adaptado a la televisión de su libro, Sophia Loren: Her Own Story dirigido por Mel Stuart. Ritza Brown y Chiara Ferrari encarnaron a la joven Loren. En 1981, se convirtió en la primera famosa en lanzar su propia línea de perfume, 'Sophia', y pronto siguió una marca de anteojos.
Pero la actriz y su marido estaban en la portada de los diarios por otra cuestión. El 15 de abril de 1978, una investigación de Hacienda imputó a la actriz y su esposo Carlo Ponti de haber sacado de manera ilícita fuera de Italia 10 mil millones de liras con la coproducción de películas al extranjero. En 1982, al enlazar viejos problemas con el fisco italiano, llevaron a Loren a estar encarcelada por cargos de fraude fiscal durante 17 días en la penitenciaría de Caserta. En 2013, el Tribunal de Casación exculpó de cualquier responsabilidad a la actriz, señalando que el fraude debía atribuirse a su contable.
Durante la década de los 80, Loren se centró en la televisión aunque se negó a aceptar el papel de Alexis Carrington en la serie Dinastía y también el de Francesca Gioberti, la hermanastra de Angela Channing en Falcon Crest de 1984. En este aspecto, las negociaciones con la CBS se rompieron a última hora y el papel lo acabó haciendo Gina Lollobrigida en su lugar. En su lugar, Loren prefirió esos años volcarse en la educación de sus hijos.

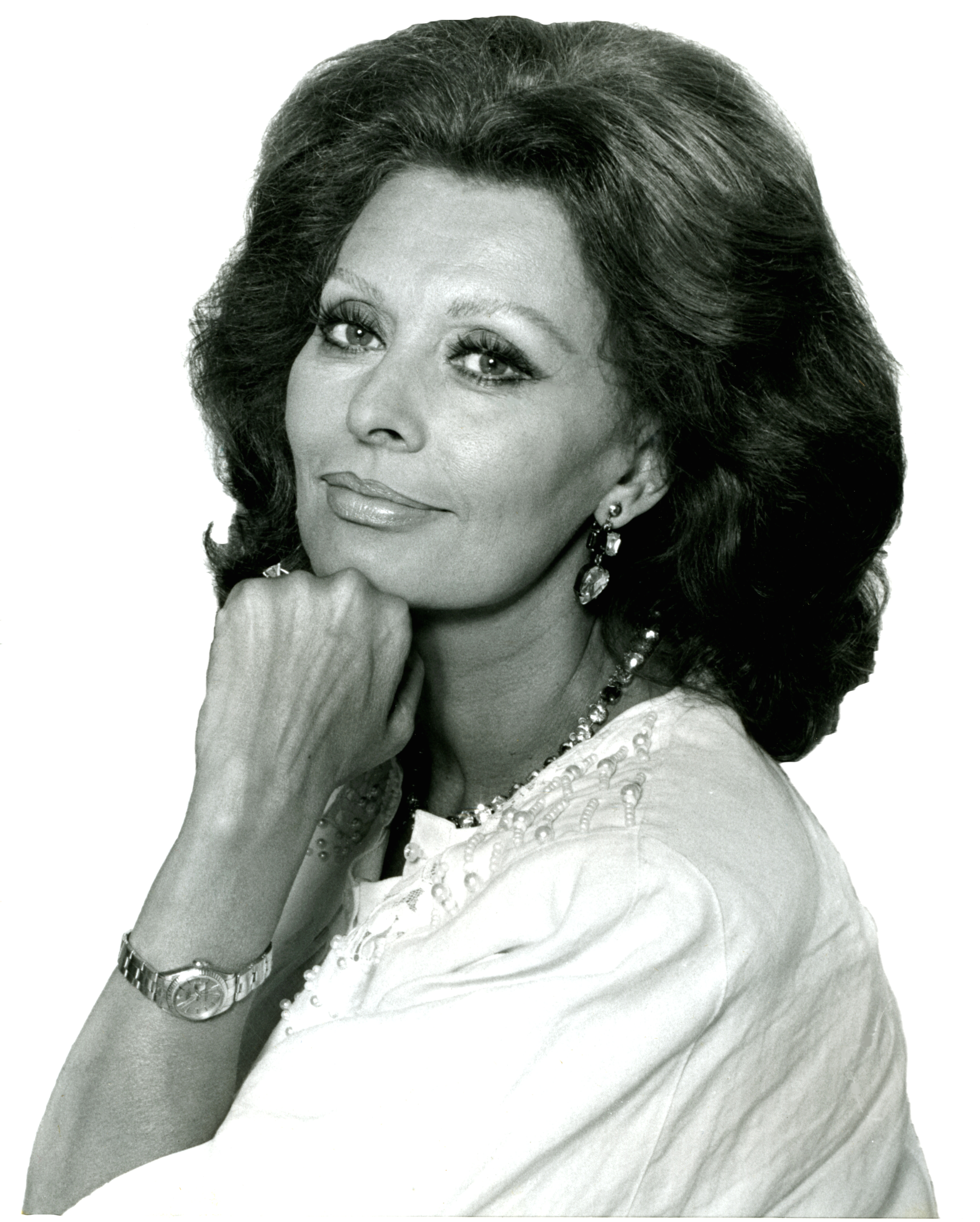
Fotografiada en 1986

Por contra, la pudimos ver en miniseries o telefilms como Madre Coraje (Madre Coraggio) (1986), Mamma Lucia y el remake televisivo de Dos mujeres (La ciociara) (1988) de Dino Risi. Su única incursión en el cine fue Los tres amantes de Aurora (Qualcosa di biondo) (1984) en el que aparece junto a su hijo Edoardo.

### Años 90ː Década de reconocimientos
Los primeros años de la década de los 90 fueron unos años de reconocimiento de Hollywood a su trabajo en los cincuenta y sesenta. En 1991, Loren recibió un premio Óscar Honorífico por ser «uno de los tesoros más genuinos del cine mundial, en una carrera rica en actuaciones memorables y que ha agregado un brillo permanente a nuestra forma de arte».
En 1994, Palm Springs, California, le dedicó una Palma de Oro en su paseo de la fama. Finalmente en 1995, recibió el Premio Cecil B. DeMille de los Globo de Oro. Por otro lado, presentó el Óscar Honorífico a Federico Fellini en 1993. Respecto a Fellini que nunca había trabajado con Loren, en 2009 la actriz confesó a Larry King Live que el director tenía planeado dirigirla poco antes de morir en 1993.
En ese tiempo, Loren fue muy selectiva a la hora de escoger proyectos cinematográficos y se interesó más por otros negocios como perfumería y libros de cocina. Una de las pocas excepciones fue en 1994 cuando regresó al cine para participar en la película Prêt-à-Porter, de Robert Altman, donde compartió escena una vez más con Marcello Mastroianni. El elenco principal lo completaban Julia Roberts, Tim Robbins, Kim Basinger, Lauren Bacall y Tracy Ullman. Su actuación la hizo acreedora de una nominación al premio Globo de Oro en la categoría de mejor actriz de reparto.
Su siguiente trabajo en el cine tuvo lugar en la comedia de 1995 Discordias a la carta, en la que trabajó junto a Ann-Margret, Walter Matthau y Jack Lemmon. Esta película alcanzó un considerable éxito de taquilla. En el Festival Internacional de Cine de Moscú en 1997, fue premiada por su Premio Honorífico por su contribución al cine.
En 1999, Sofia Loren protagoniza una de los momentos más históricos de los Óscar cuando presentó el Óscar a la mejor película en habla no inglesa. La vida es bella de Roberto Benigni era la gran favorita. Memorable fue la escena cuando al desvelar el ganador Loren dijo «And the Oscar goes to... Robberto» y el actor llega al escenario de la Academia caminando sobre los respaldos de las butacas.

### SigloXXI

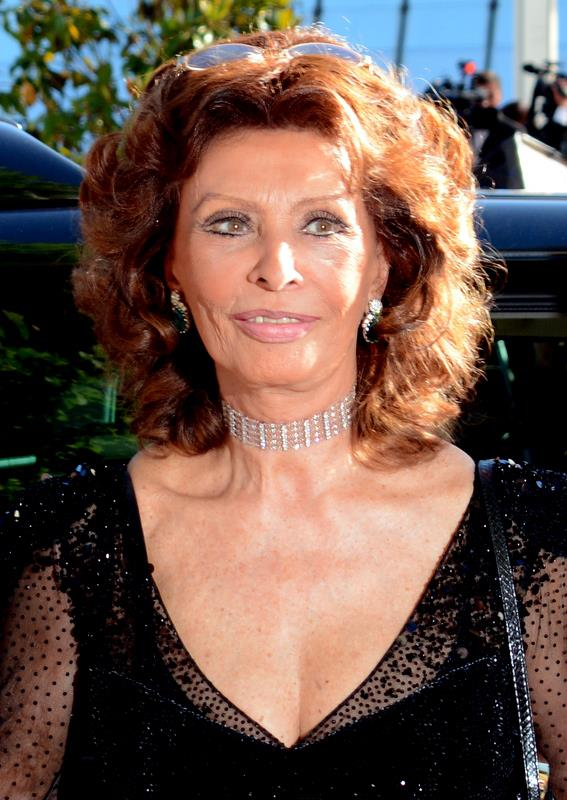
Loren en el Festival de Cannes de 2014.

En los primeros años del siglo XXI, filmó dos proyectos independientes Entre extraños (Between Strangers) (2002), dirigida por su hijo Edoardo y compartiendo protagonismo con Mira Sorvino, las producciones italianas como Francesca e Nunziata (2001) y Peperoni ripieni e pesci in faccia (2004) y la miniserie de televisión Las vidas de los santos (Lives of the Saints ) (2004).
En 2007, se estrenó un documental dirigido por Massimo Ferrari y titulado Sofía: Ayer hoy y mañana (Italiano: Sofia: Ieri, oggi, domani). El documental incluye entrevistas exclusivas con Sophia Loren además de figuras prominentes del cine internacional como Woody Allen, Claude Chabrol, Ettore Scola, Lina Wertmuller y Maria Grazia Cucinotta.
En 2009, apareció nuevamente en una producción estadounidense: la película Nine, adaptación cinematográfica dirigida por Rob Marshall del musical homónimo de Broadway; actuaron también en esa película Daniel Day-Lewis, Penelope Cruz, Fergie, Kate Hudson, Marion Cotillard y Nicole Kidman. El elenco protagonista del filme fue nominado al Premio del Sindicato de Actores como «mejor reparto», si bien Nine no alcanzó el éxito comercial y crítico esperado. Un año después, vuelve a la TV como protagonista de la miniserie Mi casa está llena de espejos (La mia casa è piena di specchi), inspirada en la obra biográfica de su hermana Maria Scicolone. Sophia vuelve a interpretar a su madre Romilda. En 2011, por primera vez en su vida interviene en una película de animación cuando en Cars 2 pone la voz a Mamma Topolino.
En 2013, Sophia Loren trabajó en una adaptación de la obra de teatro de Jean Cocteau La voz humana (La Voix humaine, 1930); la película es un cortometraje que fue dirigido por Edoardo Ponti (n. 1973), hijo de la actriz y Carlo Ponti.
En 2014, el American Film Institute galardonó a la actriz con un premio a la trayectoria.
En 2017, la actriz italiana recibió el premio Almería Tierra de Cine durante la XVI edición del Festival Internacional de Cine de Almería (FICAL), otorgándole una estrella con su nombre en el paseo de la fama de esa ciudad, capital española del cine antiguo.
En 2020, su hijo Edoardo la dirige en la película internacional The Life Ahead.

## Vida personal

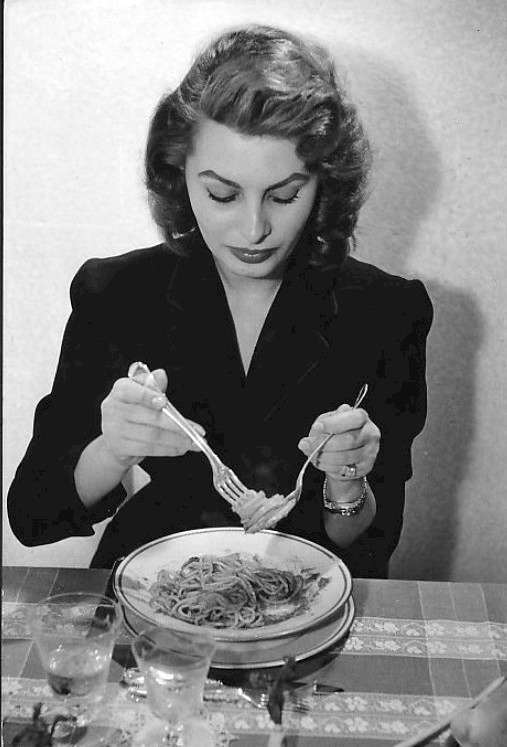
Loren en 1955

Durante el período de trabajo para las fotonovelas, cuando su nombre artístico era «Sofia Lazzaro», conoció a Achille Togliani. Entre ellos, colegas frente a las cámaras, se inició una relación sentimental que estuvo marcada por el envío recíproco de muchas cartas apasionadas, de las cuales una parte aún conserva Adelmo Togliani, hijo de Achille.
Carlo Ponti y Loren fueron unos importantes coleccionistas de arte. La colección comprende unas 150 obras, entre las que destacan Matisse, Cézanne, Picasso, Braque, Dalí, Canaletto, Renoir, De Chirico, Balla, Magritte, Kokoschka así como numeroas piezas arqueológicas. En 2007 un cuadro de Francis Bacon de la colección fue vendido en la Acquavella Galleries de New York por más de 15 millones de dólares. En el mismo año, Loren subastó otra pintura de Bacon de 1956, Study for Portrait II, en Christie's de Londres, que se vendió por más de 14 millones de euros.
En 1962, la hermana de Loren, Maria Scicolone, se casó con el pianista de jazz y pintor Romano Mussolini, hijo del dictador fascista Benito Mussolini. Loren, por tanto, es tía materna de la política y columnista Alessandra Mussolini, hija de Romano y nieta de Benito, y tía abuela del futbolista Romano Floriani Mussolini.
Reside en Ginebra.

### Relación con Carlo Ponti

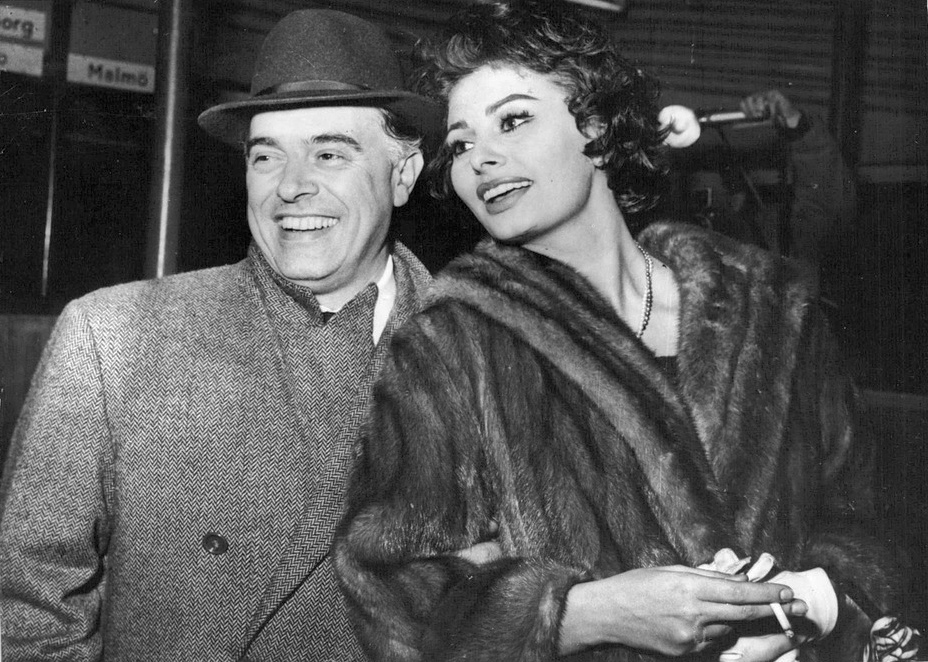
Ponti y Loren en 1958

A los 15 años y medio se presentó como candidata a Miss Roma, concurso del que Carlo Ponti, un productor de películas de 37 años, era jurado. Sophia quedó segunda, pero ese día conquistó a su gran amor. «¿Por qué no viene a verme mañana a mi despacho?», le preguntó el productor.
En un principio, la relación con Ponti fue más bien filial: él la aconsejaba y la guiaba. Pero mientras filmaban La mujer del río, en 1955, todo cambió. "Fue durante ese rodaje que comprendimos que estábamos enamorados. Siendo mayor que yo, y más allá del amor, representaba el padre que nunca he tenido", reconoció Loren años más tarde.
Aunque Ponti vivía separado de su primera mujer, Giuliana Fiastri, no fue hasta que consiguió su divorcio que se pudo casar con Loren. Lo hicieron finalmente el 17 de septiembre de 1957 en México. El matrimonio fue anulado temporalmente para evitar una demanda legal contra Ponti, acusado de bigamia, y la pareja se casó nuevamente en 1966 en París. Juntos tuvieron dos hijos, Carlo Ponti Jr. y Edoardo Ponti. Carlo Jr., es un director de orquesta casado con la violinista húngara Andrea Meszaros, con la que tiene dos hijos mientras que Edoardo es director y productor de cine y está casado con la actriz estadounidense Sasha Alexander, con la que tiene también dos hijos.
Loren estuvo casada con Ponti hasta la muerte del productor el 9 de enero de 2007 a causa de unas complicaciones pulmonares.

### Romance con Cary Grant

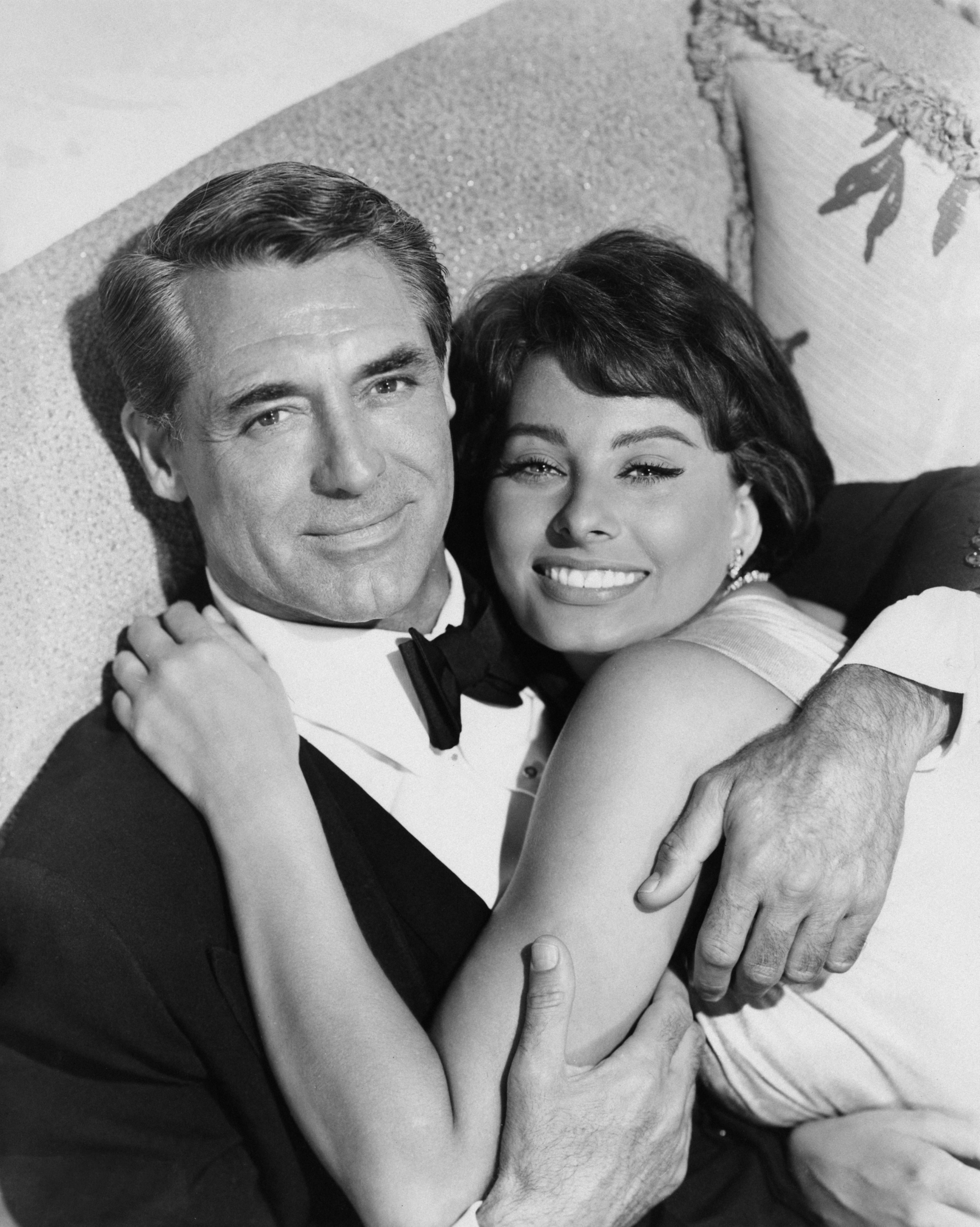
Grant y Loren en una foto promocional de Cintia (1958)

Cuando aún no estaba casada con Ponti ya que él estaba a la espera del divorcio de su primera mujer, Loren tuvo un gran romance con Cary Grant, uno de los más apasionados en toda su vida en palabras del propio actor. Ella tenía 31 años menos que él. Se conocieron en el rodaje de Orgullo y pasión (1957) y Grant todavía estaba casado con Betsy Drake. Cuando Loren visitó Los Ángeles durante el rodaje de Tú y yo (1957), Grant la inundó con decenas de llamadas y centenares de flores. Ambos (Grant y Ponti) se separaron de sus respectivas mujeres y ambos le propusieron matrimonio y Loren se acabó decidiendo por Ponti. El actor, aún enamorado de Loren y que inicialmente aceptó compartir rodaje con Loren en Cintia (1958), después de que ella se comprometiera con Ponti, Grant, con el corazón roto, quiso echarse atrás. No pudo aunque el director Melville Shavelson se aseguró de que la producción fuera fluida.

## Premios y distinciones

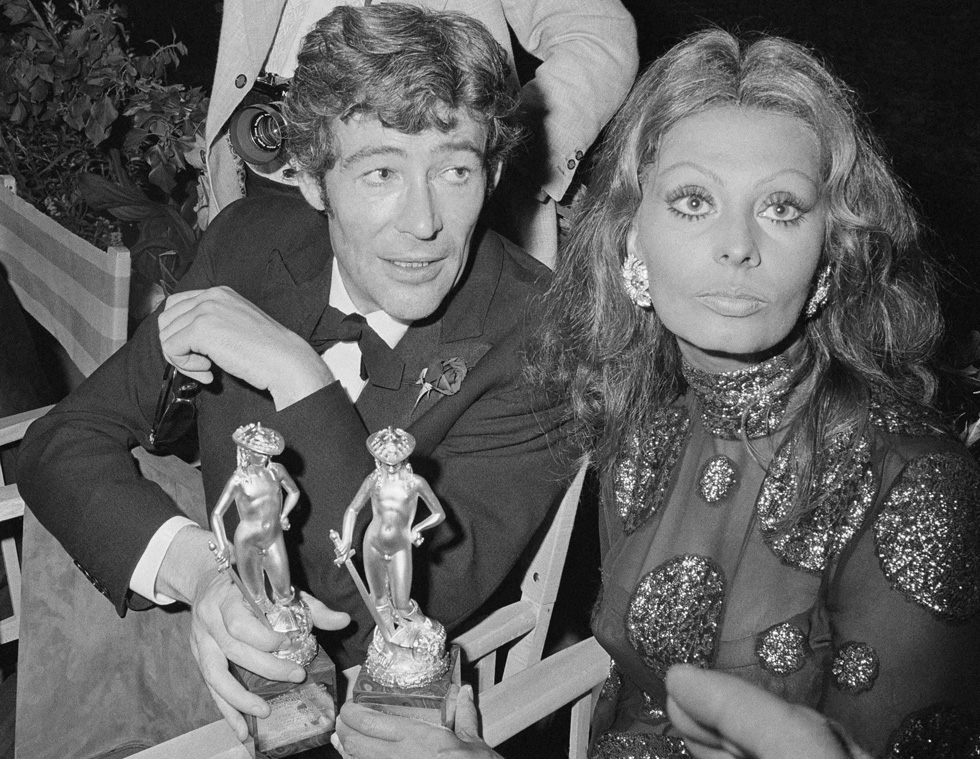
Loren y Peter O'Toole en la edición de los Premios David de Donatello de 1970

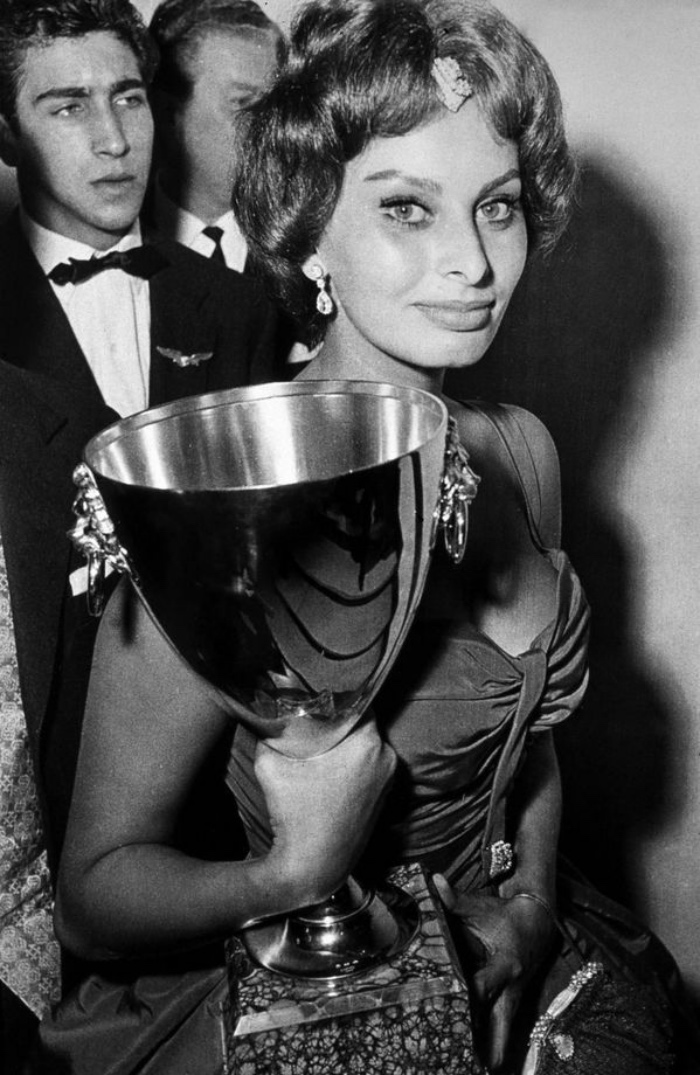
Loren con la Copa Volpi en 1958

Premios Óscar
| Año  | Categoría        | Película                 | Resultado |
| ---- | ---------------- | ------------------------ | --------- |
| 1962 | Mejor actriz     | Dos mujeres              | Ganadora  |
| 1965 | Mejor actriz     | Matrimonio a la italiana | Nominada  |
| 1991 | Óscar Honorífico | Óscar Honorífico         | Ganadora  |

Globo de Oro
| Año  | Categoría                        | Película                     | Resultado |
| ---- | -------------------------------- | ---------------------------- | --------- |
| 1960 | Mejor actriz - Comedia o musical | Capri (It Started in Naples) | Nominada  |
| 1960 | Premio Henrietta                 | Dos Mujeres                  | Ganadora  |
| 1965 | Mejor actriz - Comedia o musical | Matrimonio a la italiana     | Nominada  |
| 1995 | Premio Cecil B. DeMille          | Premio Cecil B. DeMille      | Ganadora  |
| 1995 | Mejor actriz de Reparto          | Prêt-à-porter                | Nominada  |

Premios BAFTA
| Año  | Categoría    | Película    | Resultado |
| ---- | ------------ | ----------- | --------- |
| 1961 | Mejor actriz | Dos mujeres | Ganadora  |

Premios David de Donatello
| Año  | Categoría                 | Película                                    | Resultado   |
| ---- | ------------------------- | ------------------------------------------- | ----------- |
| 1961 | Mejor actriz protagonista | Dos mujeres                                 | Ganadora    |
| 1964 | Mejor actriz protagonista | Ayer, hoy y mañana                          | Ganadora    |
| 1965 | Mejor actriz protagonista | Matrimonio a la italiana                    | Ganadora    |
| 1970 | Mejor actriz protagonista | Los girasoles (I girasoli)                  | Ganadora    |
| 1974 | Mejor actriz protagonista | El viaje (Il viaggio)                       | Ganadora    |
| 1978 | Mejor actriz protagonista | Una giornata particolare                    | Ganadora    |
| 1998 | Premio de Honor           | Premio de Honor                             | Galardonada |
| 2021 | Mejor actriz protagonista | La vita davanti a sé (La vita davanti a sé) | Ganadora    |

Premios del Sindicato de Actores
| Año  | Categoría     | Película | Resultado |
| ---- | ------------- | -------- | --------- |
| 2009 | Mejor reparto | Nine     | Nominada  |

Festival Internacional de Cine de San Sebastián
| Año  | Categoría                         | Película | Resultado |
| ---- | --------------------------------- | -------- | --------- |
| 1974 | Concha de Plata a la mejor actriz | El viaje | Ganadora  |

César
| Año  | Categoría        | Resultado |
| ---- | ---------------- | --------- |
| 1991 | César honorífico | Ganadora  |

Festival Internacional de Cine de Venecia
| Año  | Categoría                    | Película                                         | Resultado   |
| ---- | ---------------------------- | ------------------------------------------------ | ----------- |
| 1958 | Copa Volpi a la mejor actriz | Orquídea negra                                   | Ganadora    |
| 1998 | León de Oro a la trayectoria | Reconocimiento por su aportación al séptimo arte | Galardonada |

Festival Internacional de Cine de Cannes
| Año  | Categoría    | Película    | Resultado |
| ---- | ------------ | ----------- | --------- |
| 1961 | Mejor actriz | Dos mujeres | Ganadora  |

Premio Ariel
| Año  | Categoría                                                           | Resultado |
| ---- | ------------------------------------------------------------------- | --------- |
| 2014 | Premio Ariel Academia Mexicana de Ciencias y Artes Cinematográficas | Ganadora  |

Premio Grammy en la categoría de mejor álbum hablado para niños, por la narración del cuento «Pedro y el lobo».